# Parti national des Maldives
Pour les articles homonymes, voir Parti national.
Le Parti national des Maldives (en maldivien : މޯލްޑިވްސް ނޭޝަނަލް ޕާޓީ ; en anglais : Maldives National Party abrégé MNP) est un parti politique  maldivien fondé en juillet 2021.

## Histoire
Le Parti national des Maldives est formé en juillet 2021 par l'ancien ministre de la Défense et ancien député Mohamed Nazim (en). Après avoir recueilli les signatures de 5 000 membres, le parti est enregistré auprès de la Commission électorale des Maldives le 25 octobre 2021,. Parallèlement, il organise son congrès le 8 octobre afin d'élire les membres à la direction du parti.
Pour sa première participation électorale, le 26 décembre 2021, le MNP donne son investiture à Abdul Hannan Idrees pour l'élection législative partielle de la circonscription de Komandoo. Lors de l'élection, le 5 février 2022, le candidat n'arrive qu'en troisième position.
En vue des législatives de 2024, le parti forme une alliance avec le Congrès national du peuple et le Parti progressiste des Maldives.

## Résultats électoraux

### Élections présidentielles
| Année | Candidat      | Voix  | %    | Résultat |
| ----- | ------------- | ----- | ---- | -------- |
| 2023  | Mohamed Nazim | 1 907 | 0,86 | 7e       |

### Élections législatives
| Année | Voix  | %    | Sièges | Gouvernement |
| ----- | ----- | ---- | ------ | ------------ |
| 2024  | 1 060 | 0,50 | 1 / 93 | Muizzu       |